# Episodi di Crescere, che fatica! (quarta stagione)
La quarta stagione della serie televisiva Crescere, che fatica! è stata trasmessa in anteprima negli Stati Uniti d'America dalla ABC tra il 20 settembre 1996 e il 2 maggio 1997.
| nº | Titolo originale                           | Titolo italiano | Prima TV USA      | Prima TV Italia |
| -- | ------------------------------------------ | --------------- | ----------------- | --------------- |
| 1  | You Can Go Home Again                      |                 | 20 settembre 1996 |                 |
| 2  | Hair Today, Goon Tomorrow                  |                 | 27 settembre 1996 |                 |
| 3  | I Ain't Gonna Spray Lettuce No More        |                 | 4 ottobre 1996    |                 |
| 4  | Fishing for Virna                          |                 | 11 ottobre 1996   |                 |
| 5  | Shallow Boy                                |                 | 18 ottobre 1996   |                 |
| 6  | Janitor Dad                                |                 | 25 ottobre 1996   |                 |
| 7  | Singled Out                                |                 | 1º novembre 1996  |                 |
| 8  | Dangerous Secret                           |                 | 8 novembre 1996   |                 |
| 9  | Sixteen Candles and Four-Hundred-Pound Men |                 | 15 novembre 1996  |                 |
| 10 | Turkey Day                                 |                 | 22 novembre 1996  |                 |
| 11 | An Affair to Forget                        |                 | 29 novembre 1996  |                 |
| 12 | Easy Street                                |                 | 13 dicembre 1996  |                 |
| 13 | B & B's B'n B                              |                 | 10 gennaio 1997   |                 |
| 14 | Wheels                                     |                 | 17 gennaio 1997   |                 |
| 15 | Chick Like Me                              |                 | 31 gennaio 1997   |                 |
| 16 | A Long Walk to Pittsburgh: Part 1          |                 | 7 febbraio 1997   |                 |
| 17 | A Long Walk to Pittsburgh: Part 2          |                 | 14 febbraio 1997  |                 |
| 18 | Uncle Daddy                                |                 | 28 febbraio 1997  |                 |
| 19 | Quiz Show                                  |                 | 21 marzo 1997     |                 |
| 20 | Security Guy                               |                 | 4 aprile 1997     |                 |
| 21 | Cult Fiction                               |                 | 25 aprile 1997    |                 |
| 22 | Learning to Fly                            |                 | 2 maggio 1997     |                 |